# Metro de Panamá
El Metro de Panamá es el ferrocarril metropolitano cuya red cubre parte de Ciudad de Panamá, capital de la República de Panamá. Este sistema de transporte es administrado por la empresa de capitales estatales Metro de Panamá S.A. Es el primer sistema de ferrocarriles metropolitanos panameño, el primer y único sistema de metro de Centroamérica y tercero del Caribe. 
El proyecto inició su construcción en febrero de 2011 impulsado por el Gobierno de Panamá y su primera línea fue entregada el 5 de abril de 2014. Actualmente el Metro de Panamá cuenta con 65 estaciones en tres líneas, midiendo un total de 38,8 kilómetros de longitud.

## Historia
El 5 de abril de 2014, el Presidente de Panamá, Ricardo Martinelli, inauguró la Línea 1 del Metro de Panamá, para posteriormente iniciar su servicio al público al día siguiente.
El 25 de abril de 2019, el Presidente de Panamá, Juan Carlos Varela, inauguró la Línea 2 del Metro de Panamá, para iniciar su servicio al público el mismo día.

## Costo
Este proyecto tenía un costo inicial estimado de 1.452 millones de dólares.

La Secretaría Ejecutiva para el Metro, encargada del proyecto, asignó en el presupuesto de 2010 recursos por 30 millones de dólares para el inicio de las obras.
Se estima que cada kilómetro costó 130 millones de dólares. En diciembre de 2011, la Secretaría del Metro de Panamá aclaró que la estimación de costo actualizado es de 1.880 millones de dólares, incluyendo reubicación de servicios públicos y gastos de administración e ingeniería.

## Financiación y asesoramiento
Países como Brasil y la República de China (Taiwán) ofrecieron crédito al estado panameño para realizar este proyecto.
En cuanto al asesoramiento se recibieron 48 propuestas de empresas internacionales, las cuales buscaron convertirse en asesoras del proyecto de modernización del transporte público. Pero al final siete consorcios de Brasil, Estados Unidos, México Francia, España y Suiza fueron seleccionados para participar en la licitación de una asesoría para el proyecto de construcción de un metro en la capital panameña.
Los consorcios URS Holdings Inc. (EE. UU.), Parsons-Brinkerhoff (EE. UU.),  Metro de Madrid (España), Metro de Barcelona  (España), COTEBA (Francia) y POYRY/Cal y Mayor y Asociados (Suiza, México y Panamá) se disputaron el asesoramiento de todo el proceso de diseño, licitaciones y posterior ejecución del proyecto, según el secretario ejecutivo del Metro de Panamá, Roberto Roy.
En octubre de 2009 se determinó que el consorcio suizo mexicano panameño POYRY/Cal y Mayor y Asociados estaría a cargo de este proyecto
La propuesta presentada por el consorcio encargado está basada en un presupuesto fijo de 2 millones de dólares y un período de nueve meses de asesoría. El contrato incluye el trazo de ruta y los planos con las especificaciones técnicas que formarán parte de la licitación para la construcción de la obra en diciembre del 2010. El costo total del proyecto se calcula en mil millones de dólares y cuenta con el respaldo del Banco Interamericano de Desarrollo (BID) y la Corporación Andina de Fomento (CAF).
Las otras tres empresas que compitieron en la licitación del diseño del metro fueron la francesa Coteba, Transportes Metropolitanos de Barcelona (TMB) y Metro de Madrid.

## Proyecto
La primera y segunda fase del proyecto ya se culminó, la cual es una fase de planificación, estimación de costos y viabilidad técnica; así como los estudios de suelo, topografía, afinamiento de la demanda y catastro, entre otros. Además, en diciembre de 2009 se lanzó el logo oficial del metro de Panamá.
En la actualidad ya se encuentran en la tercera y cuarta fase de construcción que son la reubicación de los servicios públicos y construcción de todas las estaciones, tanto soterradas como viaductos.
El Metro fue inaugurado por el presidente de la República Ricardo Martinelli el día 5 de abril, y a partir del 6 de abril empezó a brindar servicio.

### Plan maestro
La Secretaría del Metro de Panamá realizó los estudios y diseño de rutas de las futuras líneas del metro de la Ciudad de Panamá. La llamada "Ruta Maestra" presenta el desarrollo de un sistema de transporte metro que cubrirá la ciudad en su zona metropolitana. El diseño incluye tres líneas de metro, que recorrerán la Ciudad de Panamá, un tren de cercanías que unirá los distritos de Arraiján y Chorrera con el centro de la ciudad y un tranvía por la Cinta Costera hasta el Casco Antiguo.
La fecha oficial de apertura al público el 5 de abril de 2014. La Ciudad de Panamá se convierte así en la primera ciudad de Centroamérica en tener un metro urbano. El gobierno del expresidente Ricardo Martinelli hizo público el anunció que, antes de 2014, año en que termina su gestión, dejaría licitada la línea 2, que podría estar culminada en el año 2017.
Actualmente se realizan los estudios y diseños para la construcción del cuarto puente sobre el Canal de Panamá y uno de los requisitos en el pliego de cargos, es que se incluya carriles exclusivos para el paso del tren ligero de cercanías que uniría el oeste con el centro de la ciudad.
Panamá ha hecho una apuesta a su mejora de transporte público como vehículo para mejorar la calidad de vida de todos sus ciudadanos y se prevé que se invertirán más de 10 mil millones de dólares hasta el 2035 para implementar la red maestra.[cita requerida]
La línea 2 del Metro de Panamá fue licitada en septiembre del 2014 por el Gobierno del Presidente Juan Carlos Varela.

## Líneas

### Línea 1

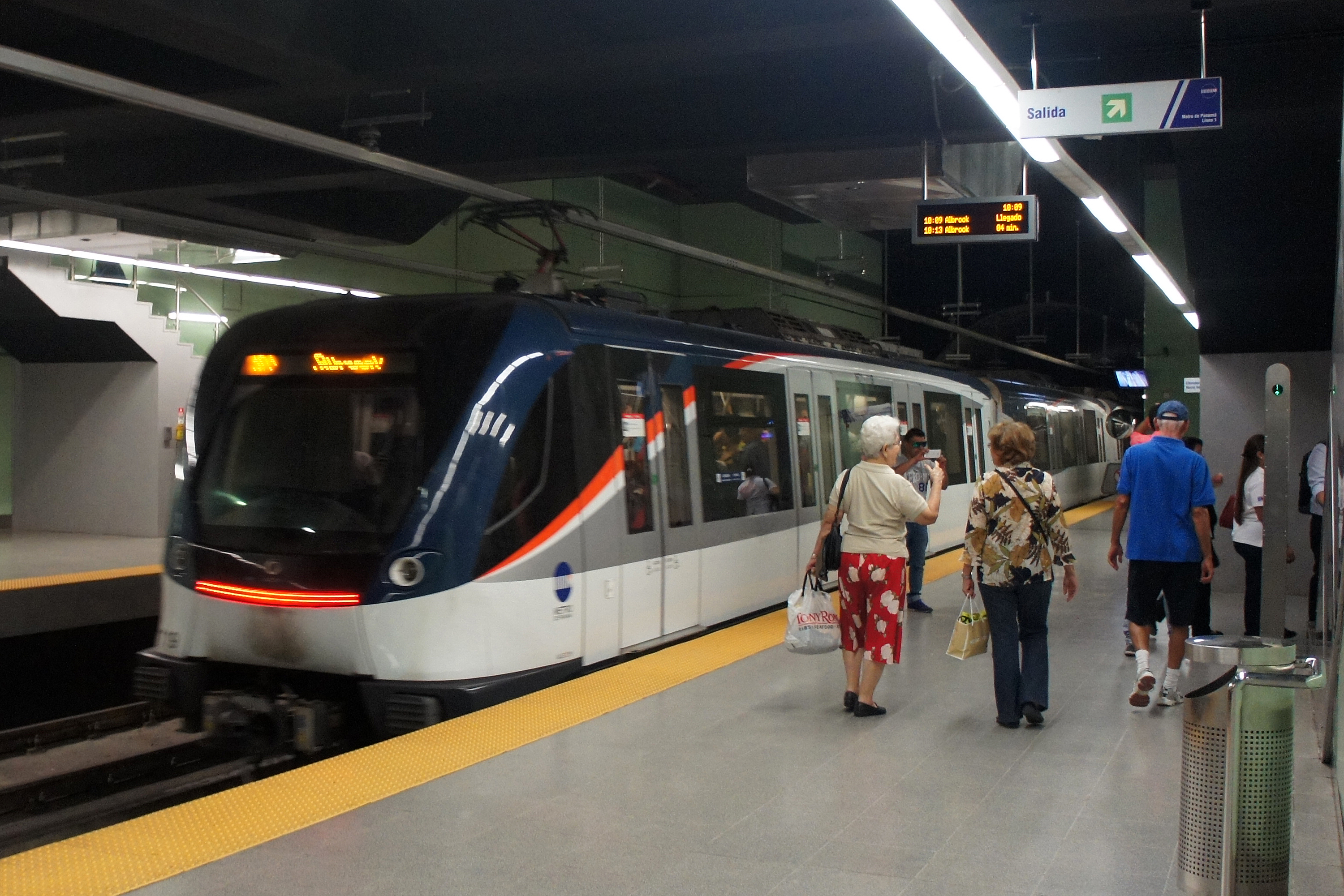
Estación de Iglesia del Carmen de la Línea 1.

La Línea 1 del Metro de Panamá tiene un trazo mayoritariamente en dirección norte-sur y une la Terminal Nacional de Transporte, en Albrook, con la localidad de Villa Zaita, en Ernesto Córdoba Campos. Con la extensión, el proyecto alcanzó una longitud de unos 18.6 kilómetros. Esta ruta está ubicada en un corredor de alta demanda de transporte público. El entonces el director del Metro, Roberto Roy, reveló, el día 6 de enero del 2010, el trazado de la primera línea del nuevo metro.
Ruta y estaciones
El Metro contempló la construcción de 15 estaciones, de las cuales 8 son subterráneas seis son elevadas y una está a nivel de superficie con una longitud aproximada de 100 metros de andén.
Superficie
- La estación superficie está ubicada en la terminal de Albrook por ser un lugar donde hay mucha concentración de gente debido al movimiento de pasajeros por la terminal de transporte, y la actividad comercial que allí se genera.

Subterráneas
- La primera estación subterránea es la de Albrook, y da servicio principalmente a la terminal nacional de autobuses y al centro comercial homónimo. Es, a su vez, la trinchera sur de la Línea 1. Le seguirá la de Curundú, cuya construcción empezaría con el estancado proyecto de la Ciudad Gubernamental.
- 5 de Mayo, la siguiente, está ubicada en el barrio de El Marañón, y conecta con la estación del Metrobús, la más importante de la ciudad.
- Lotería, entregada en noviembre de 2014, después de la inauguración de la Línea 1. Conecta con el edificio de la Lotería Nacional de Beneficencia y la Cinta Costera.
- La estación SantoTomás sirve al complejo hospitalario público más importante del país, el Hospital Santo Tomás, al Hospital Nacional y el Hospital del Niño Dr. José Renán Esquivel, y al edificio Hatillo, donde se ubica la Alcaldía de Panamá.
- Sigue Iglesia del Carmen, ubicada en el barrio de El Carmen, y sirve a la zona bancaria de la ciudad, y a los barrios de Obarrio, El Carmen y El Cangrejo.
- La estación vía Argentina se ubica en El Cangrejo, y conecta los extremos opuestos de los barrios que a los que da servicio la estación Iglesia del Carmen.
- Fernández de Córdoba, entre los barrios de Vista Hermosa y Las Sabanas, conecta la línea uno con las vías vía España y la vía Transitmica.
- El ingenio, ubicada en el barrio homónimo. Su inauguración tuvo lugar el  8 de mayo de 2015.

Elevadas
- La primera estación elevada es 12 de 12 de Octubre, ubicada entre los barrios de Hato Pintado y Miraflores.
- La siguiente es Pueblo Nuevo.
- La estación San Miguelito, la de mayor demanda del sistema, se ubica entre los barrios de Monte Oscuro y Fátima. Sirve como punto de transbordo con la Línea 2, que termina en el este de la ciudad. Es, además, la estación elevada de mayor altura (unos 19 metros sobre la vía)
- Pan de Azúcar está ubicada entre los barrios de Pan de Azúcar, 9 de Enero y Los Andes 1.
- Los Andes, en el barrio de Los Andes 2, es la estación terminal provisional. Sirve, además, los barrios de Veranillo y Samaria, y funciona como cabecera de las rutas de metrobús del norte del  Área Metropolitana de Panamá.
- San Isidro, ubicada en el barrio homónimo. Fue inaugurada el 15 de agosto de 2015 .
- Estación Villa Zaíta. Fue inaugurada el 25 de abril de 2024 por el presidente Laurentino Cortizo.

### Línea 2

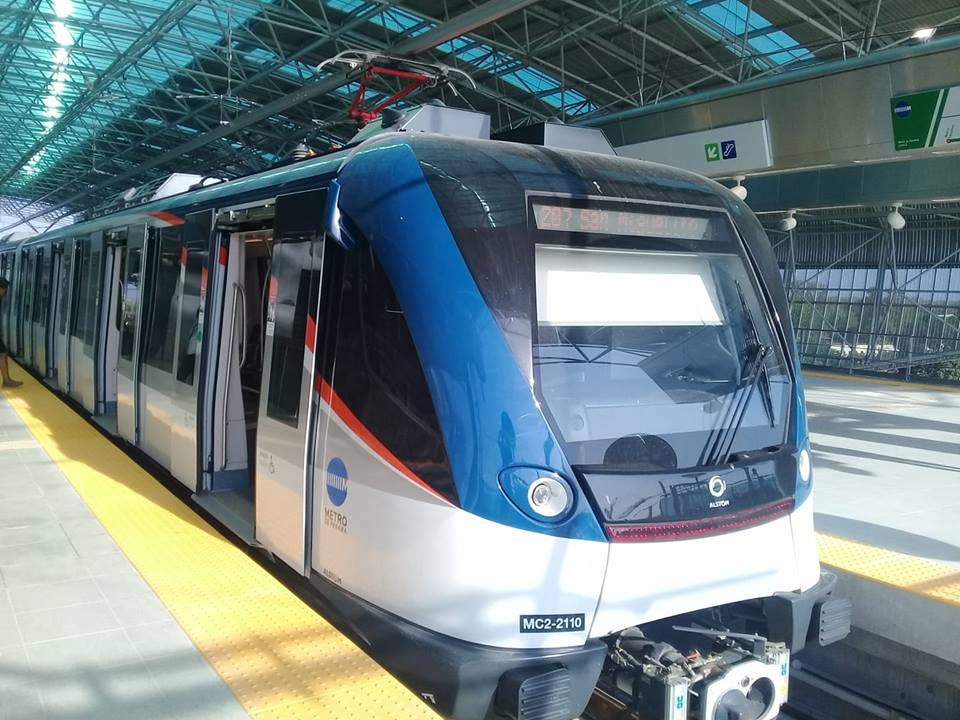
Vista de la estación de Corredor Sur de la Línea 2.

La Línea 2 del Metro de Panamá fue licitada a un costo que supera los 1800 millones de dólares. Dicha competición fue ganada por el consorcio Línea 2, conformado por las empresas Odebrecht de Brasil y FCC Construcciones, de España. Este es el mismo consorcio que se encargó de la construcción de la línea 1. Se tenía previsto que el inicio de la construcción de esta nueva línea se diera en septiembre de 2015, con un plazo de 44 meses para completarla. La línea 2 del metro de Panamá también está situada en la provincia de Panamá. Comprende un trayecto de 21 kilómetros, partiendo desde San Miguelito hasta la Urbanización Nuevo Tocúmen, al este de la Ciudad de Panamá. Es una línea completamente elevada y cuenta con 18 estaciones. La línea 2 fue diseñada para servir a 16 mil pasajeros por hora en un inicio. Los trenes cuentan con 5 vagones cada uno.
La línea 2 del Metro de Panamá inició con las pruebas en blancos (sin pasajeros) del 14 hasta el 17 de enero de 2019 antes del inicio de operación con usuarios. 
Las pruebas estuvieron  programadas previo a la  Jornada Mundial de la Juventud 2019 y así estar en operaciones a partir del 18 de enero de 2019.
Las estaciones del Corredor Sur, Pedregal, San Antonio, Cincuentenario y San Miguelito son las cinco estaciones que estuvieron disponibles para un servicio limitado durante la Jornada Mundial de la Juventud entre el 18 y el 28 de enero del 2019.
El tramo completo de la línea 2 del Metro desde San Miguelito hasta Nuevo Tocumen fue inaugurado oficialmente la tarde del 25 de abril de 2019.
El 15 de marzo de 2023 se añadió un ramal desde la estación Corredor Sur con las estaciones ITSE y Aeropuerto.
Esta línea 2 del Metro de Panamá cuenta con 21 trenes de cinco vagones cada uno que recorrerán un total de 18 estaciones.
Estaciones
- La estación San Miguelito conecta a la línea 1 con la línea 2 y las comunidades de Monte Oscuro y Fátima.
- La estación Paraíso se ubica en las afueras del sector de Paraíso de San Miguelito y conecta con la comunidad del mismo nombre.
- La estación Cincuentenario está situada en la rotonda Roosevelt y conecta con las comunidades de San Cristóbal y Villa Guadalupe y la Vía Cincuentenario que se extiende hasta la Avenida Balboa.
- La estación Villa Lucre se encuentra en la urbanización de Villa Lucre y conecta con las comunidades de La Pulida, Villa Lucre, Campo Lindbergh, Santa Clara y Automotor.

## Futuro

### Línea 3
La Línea 3 del Metro de Panamá es uno de los proyectos ambiciosos que se desarrolla actualmente en el país y que beneficiará de manera directa a miles de residentes de la provincia de Panamá Oeste. Se desarrollará en dos fases: la primera, hasta el sector de Ciudad del Futuro, distrito de Arraiján, donde estarán ubicados los patios y talleres de la línea, y una segunda fase hasta la Chorrera. La Línea 3 partirá de la Estación de Albrook y recorrerá Arraiján, Nuevo Chorrillo y llegará a Ciudad del Futuro. Tendrá un recorrido en su primera fase de 24.5 kilómetros, a lo largo del cual se distribuirán 14 estaciones. Su trazado contempla un tramo soterrado, con una longitud aproximada de 5.3 kilómetros. El trazado se ha optimizado, reduciendo pendientes y ampliando radios de giro, para obtener el mejor desempeño del monorriel.
En el año 2019, el entonces presidente de la República, Juan Carlos Varela, hizo su recorrido en la fábrica de monorrieles de Hitachi en Japón, para conocer de primera mano a los profesionales, la tecnología e instalaciones detrás de los trenes y sistemas de la Línea 3 del Metro de Panamá, El equipo de profesionales de Hitachi lo lideró un panameño, Enzo Carpanetti, quien no ocultó su orgullo de ser parte de un proyecto inédito para su país natal.
En 2021, se registró un atraso en la Línea 3 debido a que las autoridades cambiaron el diseño contratado en 2019 y están haciendo los estudios de impacto ambiental para que el tramo sobre el Cuarto Puente ahora sea submarino.